# 图里瓦利尼亚尼
图里瓦利尼亚尼（義大利語：Turrivalignani），是意大利佩斯卡拉省的一个市镇。总面积6平方公里，人口873人，人口密度145.5人/平方公里（2009年）。ISTAT代码为068044。